# New Orleans Saints 2003
La stagione 2003 dei New Orleans Saints è stata la 37ª della franchigia nella National Football League. Con un record di 8-8 la squadra si classificò al secondo posto della propria division, mancando i playoff per il terzo anno consecutivo. In questa stagione avvenne la giocata nota come River City Relay, un'azione entrata nella storia della NFL, nella partita contro i Jacksonville Jaguars del penultimo turno.

## Scelte nel Draft 2003
| Scelte dei Saints nel Draft 2003               |        |                    |                  |               |
| Giro                                           | Scelta | Giocatore          | Ruolo            | College       |
| 1                                              | 6      | Johnathan Sullivan | Defensive tackle | Georgia       |
| 2                                              | 37     | Jon Stinchcomb *   | Offensive tackle | Georgia       |
| 3                                              | 86     | Cie Grant          | Linebacker       | Ohio State    |
| 4                                              | 102    | Montrae Holland    | Guard            | Florida State |
| 5                                              | 155    | Melvin Williams    | Defensive end    | Kansas State  |
| 6                                              | 203    | Kareem Kelly       | Wide receiver    | USC           |
| 7                                              | 231    | Talman Gardner     | Wide receiver    | Florida State |
| * Convocato per almeno un Pro Bowl in carriera |        |                    |                  |               |

## Roster
| Roster dei New Orleans Saints nel 2003 |
| --- |
| Quarterback - 4 Todd Bouman - 2 Aaron Brooks Running Back - 32 Ki-Jana Carter - 25 Fred McAfee - 26 Deuce McAllister - 44 Terrelle Smith FB Wide Receiver - 88 Talman Gardner - 87 Joe Horn - 84 Michael Lewis - 80 Jerome Pathon - 83 Donté Stallworth Tight End - 85 Ernie Conwell - 81 Zachary Hilton Offensive Linemen - 65 LeCharles Bentley G - 72 Wayne Gandy T - 71 Spencer Folau G - 62 Jerry Fontenot C - 64 Kendyl Jacox G - 66 Victor Riley T Defensive Linemen - 99 Kenderick Allen DT - 94 Charles Grant DE - 93 Darren Howard DE - 90 Kenny Smith DT - 97 Johnathan Sullivan NT - 98 Willie Whitehead DE Linebacker - 50 James Allen - 58 Cie Grant - 52 Sedrick Hodge - 59 Derrick Rodgers - 56 Orlando Ruff - 54 Darrin Smith Defensive Back - 33 Ashley Ambrose CB - 20 Jay Bellamy FS - 29 Keyuo Craver - 37 Steve Gleason SS - 34 Tebucky Jones FS - 22 Fred Thomas CB Special Team - 17 Mitch Berger P - 3 John Carney K - 47 Kevin Houser LS Lista delle riserve - 42 Spencer Frederick TE (IR) - 63 Chad Setterstrom G (IR) - 78 Jon Stinchcomb T (IR) |
| Legenda - I rookie sono in corsivo. - Il primo ruolo è il principale mentre gli eventuali successivi indicano i ruoli secondari. - (IR) sta per Injured Reserve ed indica la lista ristretta per un solo giocatore infortunato che può tornare ad allenarsi dopo la settimana 6 e a rientrare in prima squadra dopo che questa ha giocato 8 partite. - (NF-Inj.) / (NF-Ill.) stanno rispettivamente per Non-Football Injured e Non-Football Illness ed indicano le liste dove viene inserito un giocatore che ha un infortunio o una malattia non dipendente dal football americano. - (PUP) sta per Physically Unable to Perform ed indica la lista dove viene inserito un giocatore mentre è in attesa di recuperare la condizione fisica. Nella stagione regolare dopo la sesta partita giocata dalla propria squadra, il giocatore ha tempo tre settimane per riprendere ad allenarsi, più tre settimane aggiuntive dal suo rientro agli allenamenti per rientrare in prima squadra.                                                                                      |

## Calendario
| Stagione regolare |                         |                    |
| Turno             | Avversario              | Risultato          |
| 1                 | at Seattle Seahawks     | S 27–10            |
| 2                 | Houston Texans          | V 31–10            |
| 3                 | at Tennessee Titans     | S 27–12            |
| 4                 | Indianapolis Colts      | S 55–21            |
| 5                 | at Carolina Panthers    | S 19–13            |
| 6                 | Chicago Bears           | V 20–13            |
| 7                 | at Atlanta Falcons      | V 45–17            |
| 8                 | Carolina Panthers       | S 23–20            |
| 9                 | at Tampa Bay Buccaneers | V 17–14            |
| 10                | Settimana di pausa      | Settimana di pausa |
| 11                | Atlanta Falcons         | V 23–20            |
| 12                | at Philadelphia Eagles  | S 33–20            |
| 13                | at Washington Redskins  | V 24–20            |
| 14                | Tampa Bay Buccaneers    | S 14–7             |
| 15                | New York Giants         | V 45–7             |
| 16                | at Jacksonville Jaguars | S 20–19            |
| 17                | Dallas Cowboys          | V 13–7             |

## Classifiche
| NFC South             |    |    |   |      |     |      |     |     |     |
|                       | V  | S  | P | %    | DIV | CONF | PF  | PS  | STR |
| (3) Carolina Panthers | 11 | 5  | 0 | .688 | 5–1 | 9–3  | 325 | 304 | V3  |
| New Orleans Saints    | 8  | 8  | 0 | .500 | 3–3 | 7–5  | 340 | 326 | V1  |
| Tampa Bay Buccaneers  | 7  | 9  | 0 | .438 | 2–4 | 6–6  | 301 | 264 | S2  |
| Atlanta Falcons       | 5  | 11 | 0 | .313 | 2–4 | 4–8  | 299 | 422 | V2  |